# タカオヒゴタイ
タカオヒゴタイ（高尾平江帯、学名：Saussurea sinuatoides）は、キク科トウヒレン属の多年草。

## 特徴
株全体が淡緑色になる。茎はやや斜上し、高さは35-60cmになる。茎に翼はなく、上部で分枝する。根出葉はふつう花時にも存在する。根出葉と茎の下部につく葉の葉身は草質、卵形から長卵形で、長さ7-11cm、先は急鋭尖頭、基部は心形になり、縁は波状縁で大きく浅く湾入し、バイオリン状になる。葉の両面に短毛があり、葉柄は長さ7-10cmになる。近縁で、関東地方西部と四国に分布し、山地の林縁の岩場に生育するコウシュウヒゴタイ S. amabilis のように葉の裏面が青白色にはならない。
花期は9-10月。頭状花序は総状または散房状に3-8個がゆるくつき、頭花の径は約2cm、花柄は長さ3-10mmになる。総苞は緑色、長さ17-18mm、径10-18mmになる筒形から狭筒形で、少しくも毛がある。総苞片は11-12列あり、総苞外片は披針形で、総苞内片の半分の長さになり、総苞中片とともに鋭突頭で、先は開出するかゆるやかに反曲する。頭花は筒状花のみからなり、花冠の長さは13-14mm、色は淡紅紫色になる。果実は長さ5mmになる痩果で、楕円形。冠毛は2輪生で、落ちやすい外輪は長さ11mm、花後にも残る内輪は長さ1-3mmになる。なお、平凡社の旧刊『日本の野生植物 草本III 合弁花類』では、総苞片の数は7列とある。

## 分布と生育環境
日本固有種。本州の関東地方南西部（東京都・神奈川県・山梨県）に分布し、低山から山地帯の夏緑林の林下や道ばたに生育する。なお、平凡社の旧刊『日本の野生植物 草本III 合弁花類』では、分布地は東京都、神奈川県とある。

## 名前の由来
和名タカオヒゴタイは、「高尾平江帯」の意で、タイプ標本の採集地が東京都高尾山であることからいう。植物学者中井猛之進による命名である。
種小名（種形容語）sinuatoides は、「sinuatus (＝縁が強い波状の)に似た」「縁が深い波状の」の意味。

## 分類
植物学者中井猛之進は、船橋忠一が高尾山で採集したいくつかの植物の検定を依頼された。そのうち1種にトウヒレン属があり、当時そのエリアに知られていたオオダイトウヒレン S. nipponica やセイタカトウヒレン S. tanakae と異なり、葉の左右とも中央が湾状に裂刻し、総苞片の先端部分が長いなど、それらの種と異なっており、別種と考えた。ロシアの植物学者コマロフが1907年に記載した満州産の新種であるタニヒゴタイ S. sinuata Kom. に似ているものの、葉形が若干違うことから、同種の品種 S. sinuata Kom. f. japonica Nakai (1909)とし、和名を「たかをひごたい」とした。なお、中井は、後に本種を独立種 S. sinuatoides Nakai (1915) としている。

## ギャラリー

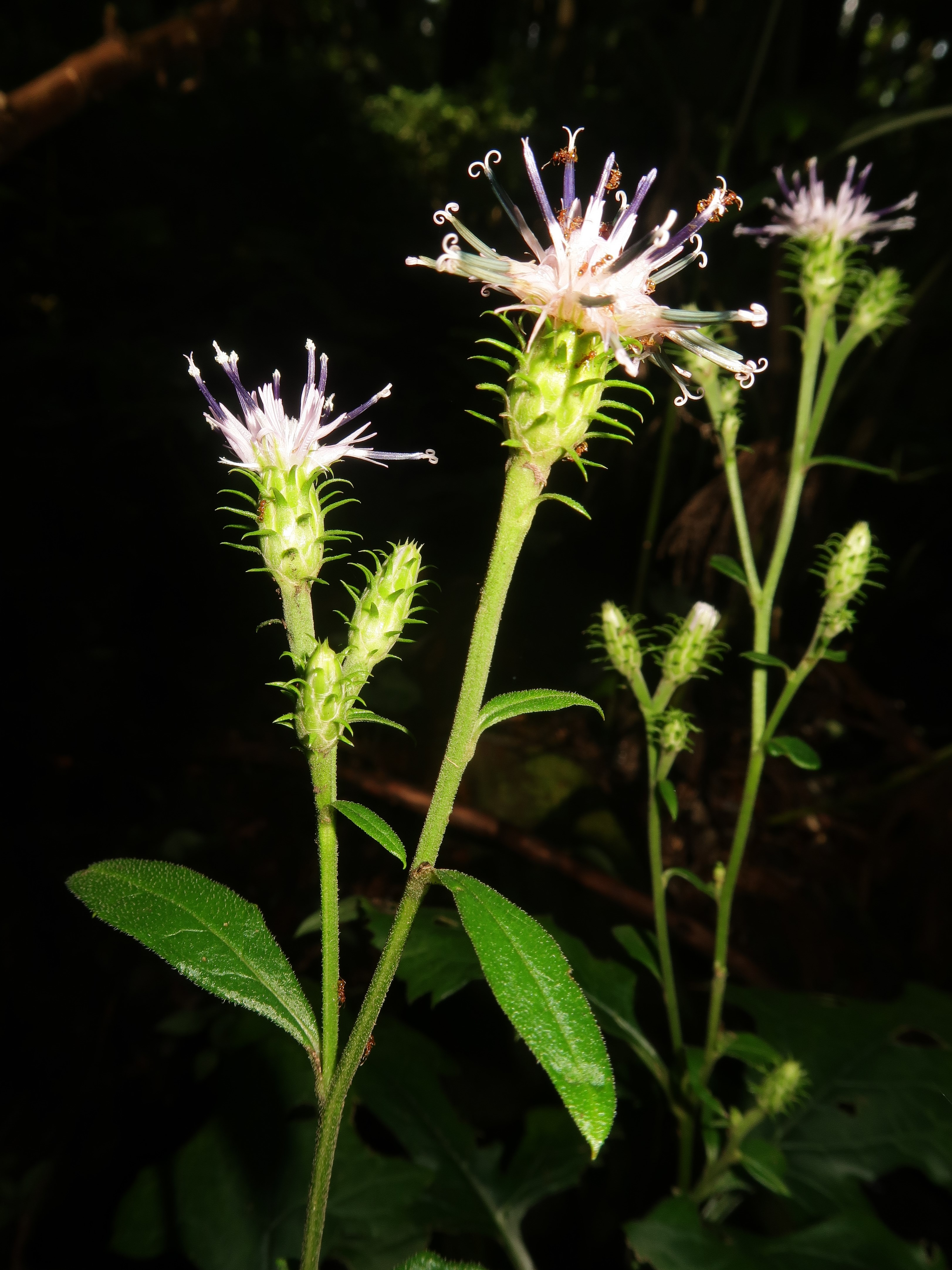
頭花は総状または散房状に3-8個がゆるくつく。
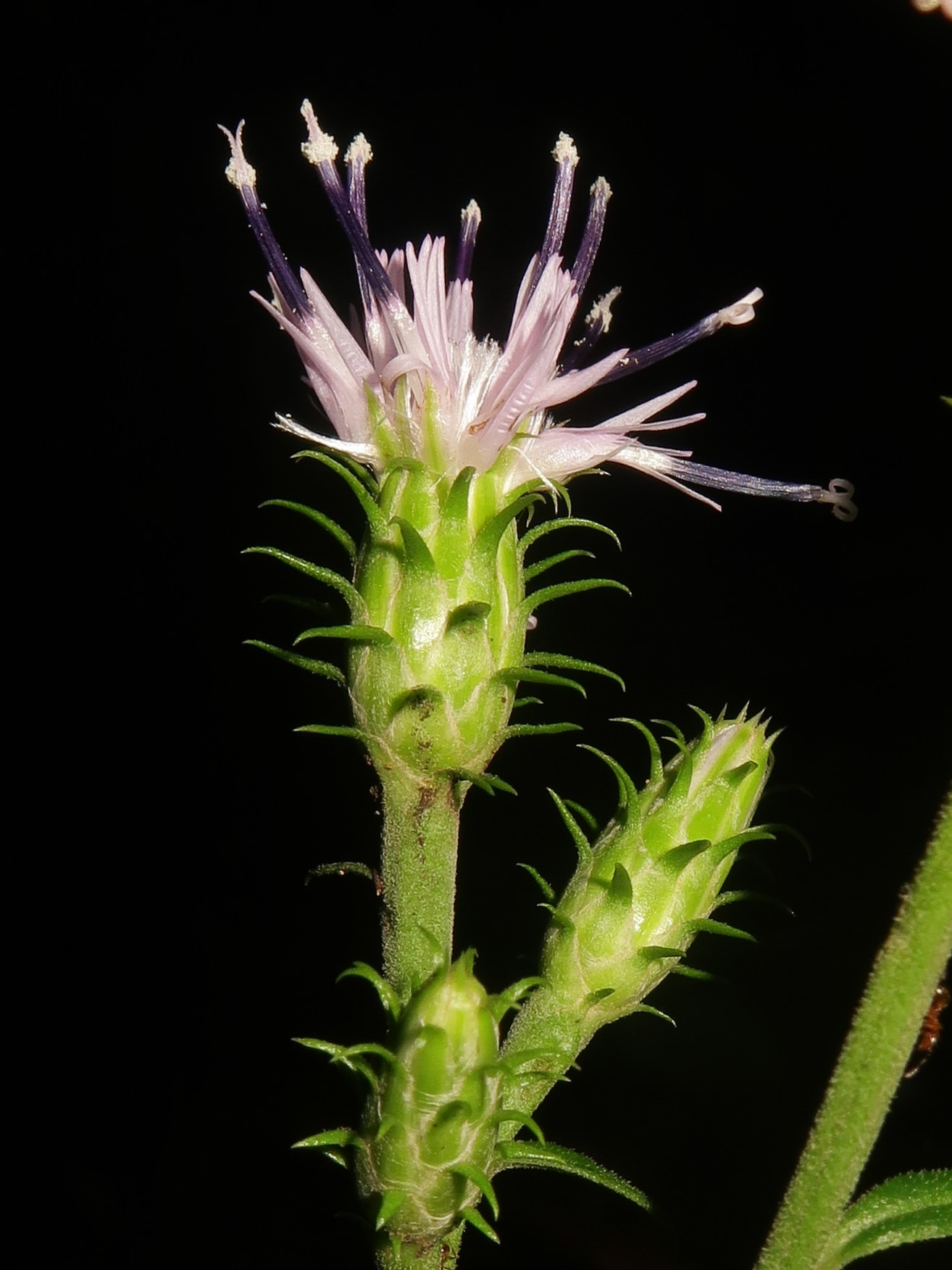
総苞は筒形から狭筒形で、少しくも毛がある。総苞片は11-12列あり、先は開出するかゆるやかに反曲する。
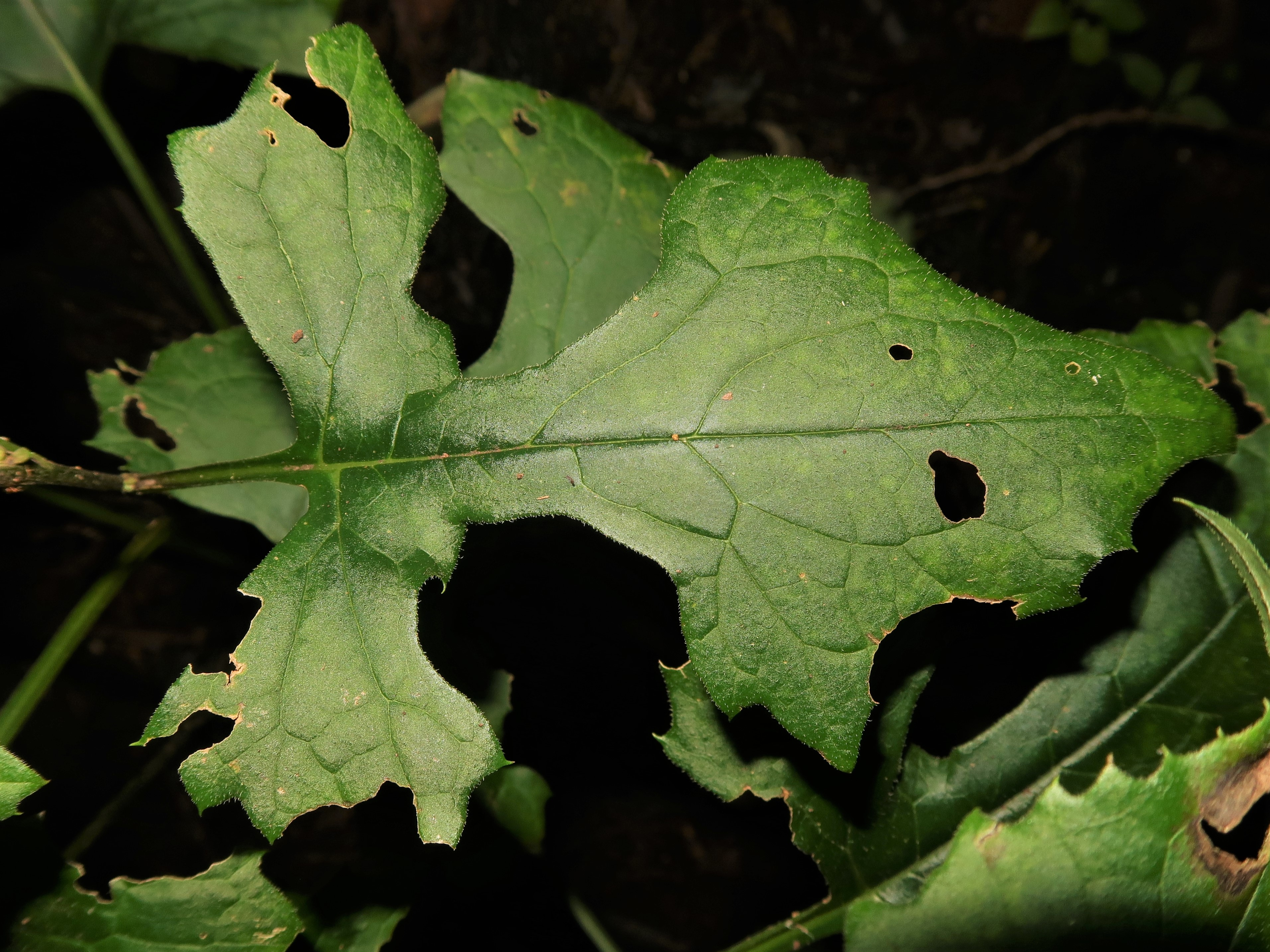
葉の表面。卵形から長卵形で、縁は波状縁で大きく浅く湾入し、バイオリン状になる。
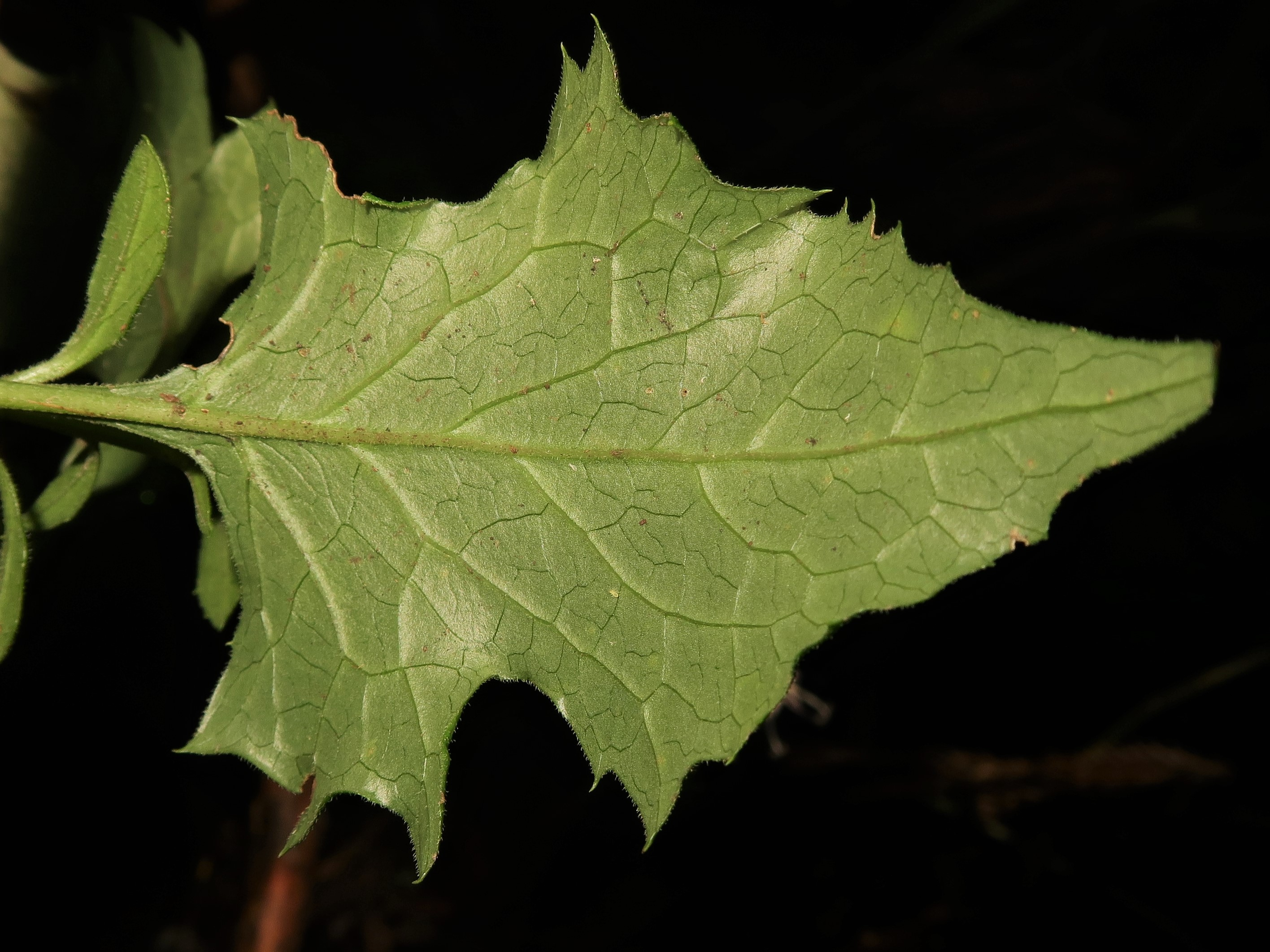
葉の裏面。短毛があり、コウシュウヒゴタイのように裏面が青白色にならない。

## 下位分類
下位分類に、変種としてキントキヒゴタイ S. sinuatoides Nakai var. glabrescens Nakai (1931) がある。